# 稲邑清也
稲邑 清也（いなむら きよなり、1939年（昭和14年） - 2017年（平成29年）11月23日）は、昭和から平成時代の医学物理学者。専門は放射線治療学、放射線物理学。

## 経歴・人物
金沢大学工学部電気工学科、大阪大学大学院工学研究科修士課程電子工学専攻、同研究科博士課程電子工学専攻を経て、1967年（昭和42年）日本電気に入社。電子応用事業部医用電子部リニアック課に配属される。その後、放射線医学総合研究所外来研究員などを経て、1990年（平成2年）大阪大学医療技術短期大学部教授（現・大阪大学医学部保健学科）となり、同大学医学部保健学科放射線技術科学専攻教授、同大学大学院医学系研究科保健学専攻教授を経て、2003年（平成15年）関西国際大学経営学部教授となった。ほか、画像電子学会理事、日本医学放射線学会評議員、日本医学物理学会評議員・国際交流委員会委員長などを歴任した。2017年（平成29年）11月23日、食道癌のため大阪府茨木市の病院にて逝去する。78歳。
著書に『診療放射線技術』、『放射線治療学』、『放射線物理学』など。